# Candaliza
En náutica, la candaliza (cargadera, cargador, palanquín) es la denominación general, que se da a todos los cabos que sirven para cargar las velas, suspendiendo sus relingas, y más particularmente a los de las mesanas y cangrejas. (fr. cargue; ing. brail). Terreros les llama «cargadores» y los hace equivalentes a palanquines.

## Clasificación de cabos para cargar velas
1. Candaliza (cargadera, cargador, palanquín): (fr. cargue; ing. brail).
2. Cargadera: es la denominación general de los cabos que sirven para cerrar o cargar las velas de estay y otras semejantes (entre las cuales se cuentan las alas), pero en un modo o sentido inverso, porque la cargadera en este caso tira para abajo del puño de la driza de la vela, que viene a cerrarse al pie de su nervio o donde tiene la amura.
3. Briol (zapatilla): es uno de los cabos con que se cargan las velas para aferrarlas después con más facilidad; en las de cruz o redondas están hechos firmes en varios puntos de la relinga del pujamen, y en las de cuchillo en el puño de la escota (fr. cargue fond, ing. bunt line; it. funicella)
  - Briolín (ant. cargador, palanquín, coronal): es el briol que se pone en medio de la relinga del pujamen de una vela cuadra, para que apague el bolso que dejan los demás.(fr. cargue á vue; ing. slab line; it. polpo).
  - Cruz: es el cabo o cuerda que en las velas de gavia hace el oficio de un briol o cargadera, para cerrar los bolsos de los penoles cuando se carga la vela, y cruzan la de una banda con la de la otra.
4. Chafaldete: es la cuerda que sirve para cargar los puños de las gavias y juanetes. (fr. carguepoint; ing. clew line, clue line; it. imbroglio).
5. Palanquín: es el cabo doble o llámese aparejo, que sirve para cargar los puños de las dos velas mayores, esto es, la mayor y el trinquete (fr. cargue point; ing. clue garnet; it. sagola).